# NGC 6927A
NGC 6927A في الفهرس العام الجديد، هي مجرة، تقع في كوكبة الدلفين. اكتشفت بواسطة ألبرت مارث.

## روابط خارجية
- NGC 6927A على موقع ويكي سكاي: DSS2, SDSS, GALEX, IRAS, Hydrogen α, X-Ray, Astrophoto, Sky Map, Articles and images